# Alphonse Boilly
Pour les articles homonymes, voir Boilly.
Alphonse Léopold Boilly, né le 3 mai 1801 à Paris et mort le 8 décembre 1867 dans la même ville dans le quartier Petit-Montrouge, est un graveur et lithographe français.

## Biographie
Alphonse Léopold Boilly naît le 3 mai 1801 à Paris,.
Il est un des fils de l'artiste Louis-Léopold Boilly. Élève d'Alexandre Tardieu et de François Forster, il travaille de 1822 à 1862.
Alphonse Boilly meurt le 8 décembre 1867 dans le quartier Petit-Montrouge,.
Ses frères Édouard Boilly (1799-1854) et Julien-Léopold Boilly (1796-1874) sont également actifs en tant qu'artistes.

## Œuvres

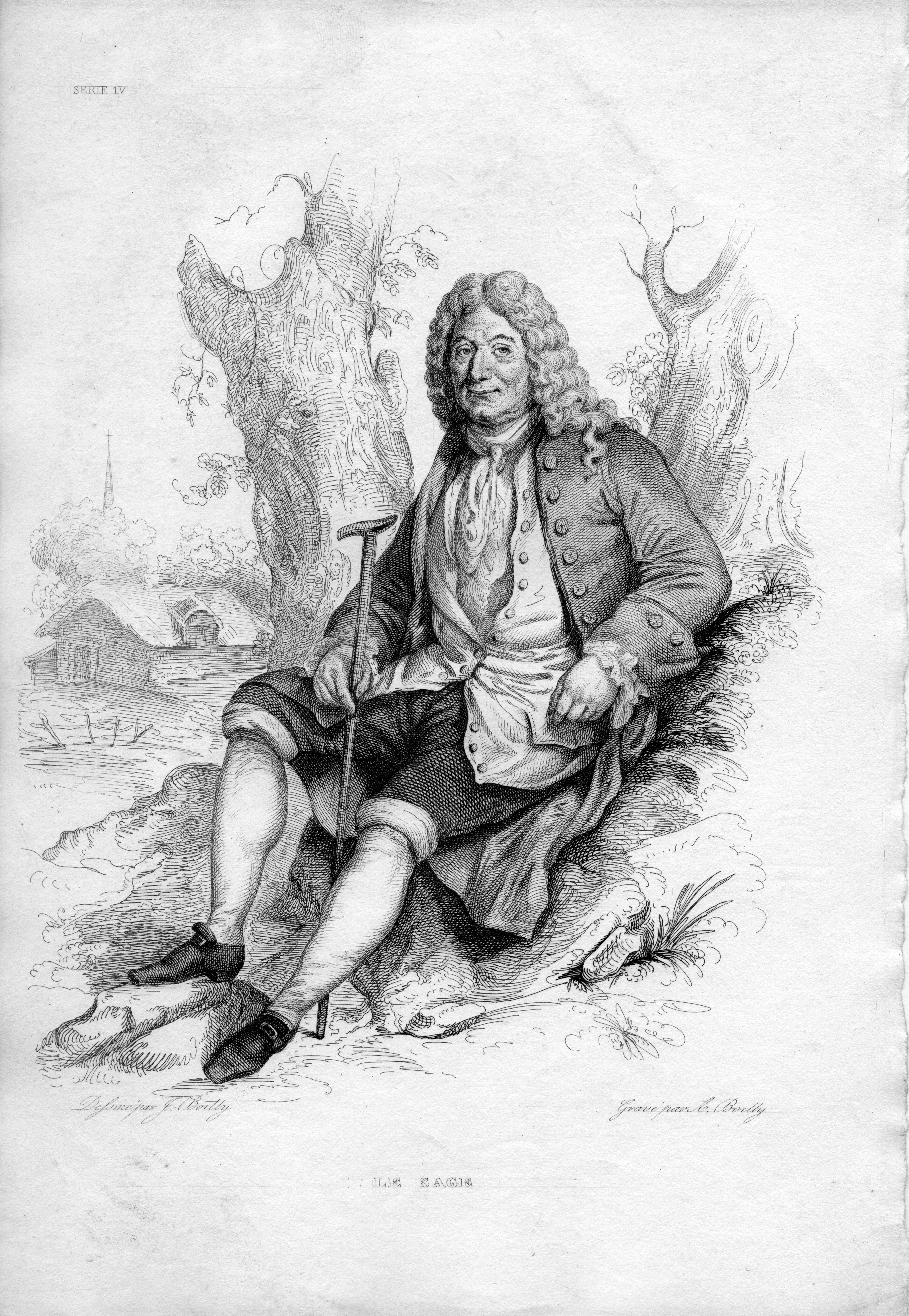
Alain-René Lesage, gravé par Alphonse Boilly d'après son frère Julien (n. d.).

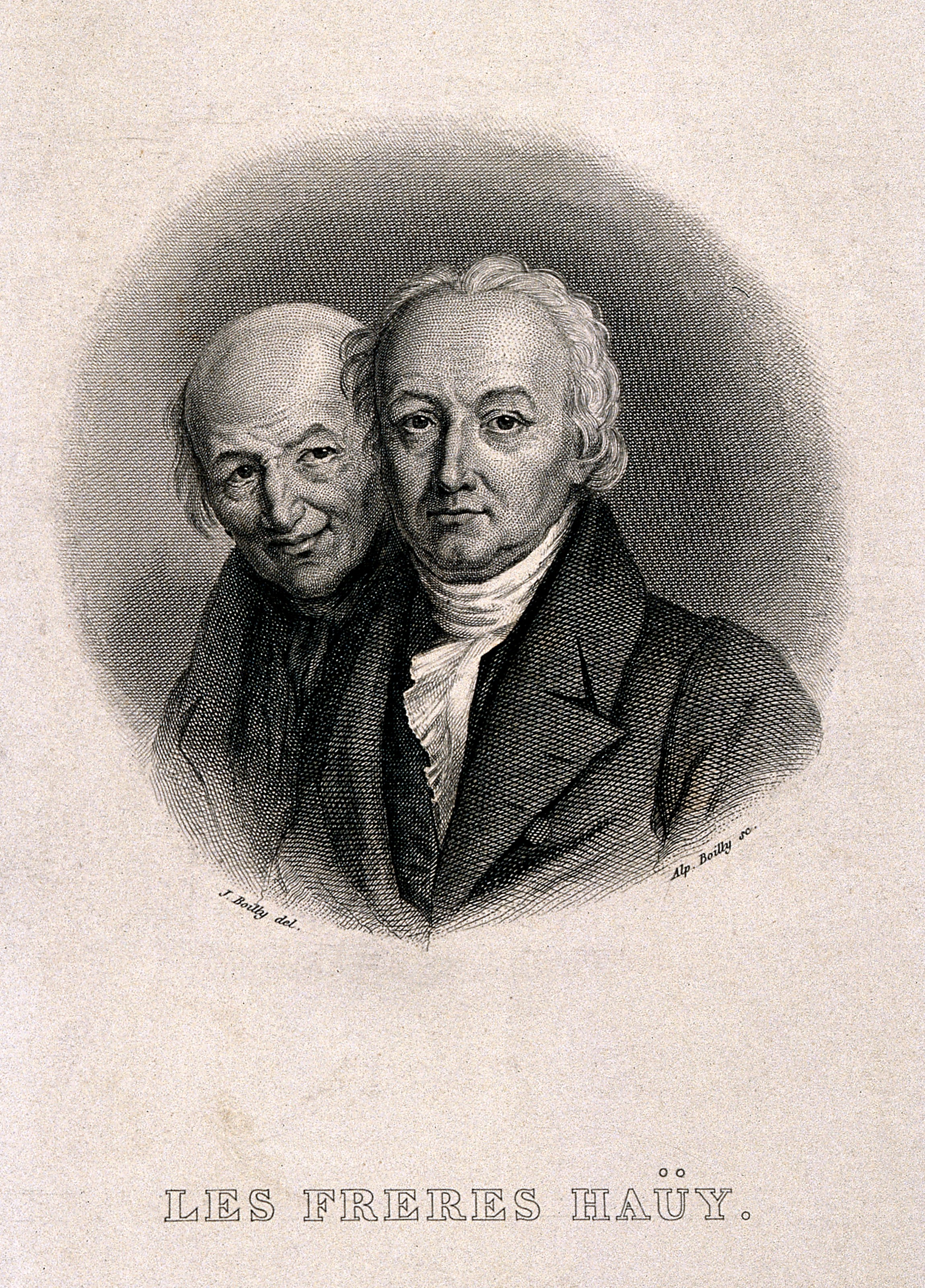
René-Just Haüy et son frère Valentin, gravé par Alphonse Boilly d'après son frère Julien (n. d.).

- Marie Stuart, d'après M.Ducis (cette gravure fait partie de la collection du musée du Luxembourg)[1].
- Portrait en pied de George Washington, d'après G.-C. Stuart[1].
- Portrait de Casimir Périer, d'après M. Hersent[1].
- Portraits et vignettes, d'après MM. Raffet et J. Boilly[1].
- On lui doit en outre diverses planches pour les Galeries historiques, de Gavart[1].
- une réduction de la Cène, d'après Léonard de Vinci[1].
- une réduction de la femme adultère, d'après Titien[1].
- le Moïse frappant le rocher et la multiplication des pains, d'après Murillo[1].
- Cet artiste a en outre gravé la presque totalité des dessins du Voyage autour du monde, de Dumont d'Urville, d'après les dessins de son frère, Julien Boilly[1].
- Portraits pour le Plutarque français, édition de Crapelet, 1835[3].
- Planches pour les Galeries historiques de Versailles. (Batailles de Taillebourg, d'après Delacroix. portraits, etc.)[3].
- Plusieurs petits portraits pour la galerie Napoléon, (Pitt, Général Moreau, Berthier, etc.)[3].
- Casimir Périer, d'après Hersent[3].
- Louis Philippe et sa famille, médaillon dans un trophée[3].
- Vignettes pour l'Histoire de France de l'abbé de Montgaillard, d'après Raffet[3].
- pour la Peau de chagrin[3].
- La Vierge de Séville, d'après Murillo (Dusacq éd.)[3].
- Le Précurseur, Le Sauveur du monde, 2 p. d'après Murillo (Goupil éd.)[3].
- L'Étude, La Sagesse, La Richesse, L'Amour, 4 p. d'après Prud'hon (Sieurin éd.)[3].
- Marie-Thérèse-Antoinette, description : « En pied, debout sur une terrasse recouverte dans le haut par une draperie formant dais et retenue à gauche par un cordon à glands, entourant le fût d'une colonne. Elle est vue presque de face, le corps légèrement retourné vers la droite, tête nue, les cheveux relevés sur le devant, ornés de perles et se terminant derrière par deux longues boucles tombant sur ses épaules nues. Vêtue d'une magnifique robe décolletée à grands ramages; manches courtes laissant les bras à demi nus; corsage en pointe et garni de perles, dans le haut duquel, à gauche, est attaché un bouquet de fleurs. Un manteau fleurdelisé, à longue traîne et doublé d'hermine, est retenu sur ses épaules; il forme sur la gauche draperie. Elle relève de sa main droite le pan de son manteau, et, dans sa main gauche, elle tient un éventail fermé. — Près d'elle, un fauteuil et un bouquet de fleurs par terre. »[4].
- Henry IV, eau-forte en couleurs[5].